# Институт физики имени Б. И. Степанова НАН Беларуси
Институт физики имени Б. И. Степанова Национальной академии наук Беларуси (Институт физики НАН Беларуси) был образован в 1959 году. Институт носит имя Б. И. Степанова, бывшего директором института с 1957 по 1985 годы.
В настоящее время в институте работает более 200 человек, среди которых 8 академиков, 3 члена-корреспондента, 33 доктора наук и 80 кандидатов наук.

## История
Институт отсчитывает свою историю с 17 января 1955 года, когда в рамках Академии наук БССР был создан Институт физики и математики в составе 13 человек. В 1959 году в результате реорганизации был образован самостоятельный Институт математики АН БССР, а оставшаяся часть получила название Института физики АН БССР. Первым директором института (ещё до реорганизации) был А. Н. Севченко. С 1957 года институт возглавил Б. И. Степанов. В становлении института принимали участие такие учёные как М. А. Ельяшевич, так же, как и Степанов, приглашённый в Минск из ленинградского Государственного оптического института, и белорусские физики Н. А. Борисевич и Ф. И. Фёдоров.
Основными направлениями исследований на первых порах в институте стали спектроскопия и люминесценция сложных молекул, оптика анизотропных и рассеивающих сред, спектроскопия и диагностика низкотемпературной плазмы и физика элементарных частиц. С открытием в 1961 году лазеров главными направлениями становятся лазерная физика, нелинейная оптика и лазерная спектроскопия.
Институт активно развивался. В 1960-е годы при нём был создан конструкторско-технологический отдел, позднее реорганизованный в самостоятельное учреждение Опытное конструкторское бюро «Аксикон».
С обретением в 1991 году Беларусью независимости институт сменил своё название на Институт физики НАН Беларуси. В это же время происходит очередная реорганизация института. В 1992 году на основе десяти его лабораторий, специализировавшихся в основном в области спектроскопии и физики плазмы, был создан Институт молекулярной и атомной физики НАН Беларуси. В этом же году могилёвское отделение института было преобразовано в Институт прикладной оптики НАН Беларуси.
В 2007 году в Институт физики вновь влился Институт молекулярной и атомной физики, а также произошло объединение с Институтом электроники НАН Беларуси. В 2015—2016 годах в результате очередной реорганизации ряд лабораторий Института физики перешёл в состав Государственного научно-производственного объединения «Оптика, оптоэлектроника и лазерная техника».

## Научные направления
Основными направлениями научной деятельности института являются:
- лазерная физика, разработка и создание новых лазерных источников и систем различного назначения
- нелинейная оптика и лазерная спектроскопия
- терагерцовая спектроскопия
- квантовая оптика и квантовая информатика
- фотофизика активированных материалов
- нелинейная динамика сложных систем
- физика квантоворазмерных структур и нанофотоника
- перенос оптического излучения и оптика рассеивающих сред, оптические методы исследования и диагностики природных объектов и биологических сред
- физика элементарных частиц и ядерных реакций
- физика плазмы
- микро- и наноэлектроника
- оптическая метрология
- фотофизика биологических объектов, использование лазеров в биомедицине

## Структура
В состав института входят следующие научно-исследовательские подразделения:
- Центр «Лазерная техника и технологии»
- Центр «Оптическое дистанционное зондирование»
- Центр «Фотоника атомных и молекулярных структур»
- Центр «Нанофотоника»
- Центр «Нелинейная оптика и активированные материалы»
- Центр «Диагностические системы»
- Центр «Лазерно-оптические технологии для медицины и биологии»
- Центр «Фотоника и фотохимия молекул»
- Центр «Физика плазмы»
- Центр «Фундаментальные взаимодействия и астрофизика»
- Центр «Квантовая оптика и квантовая информатика»
- Центр «Широкозонная нано- и микроэлектроника»
- Центр «Лазерные промышленные технологии»
- Центр испытаний лазерной техники
- Центр аналитических и спектральных измерений
- Научно-производственный центр оптико-электронного приборостроения

## Директора
- А. Н. Севченко (1955—1957)
- Б. И. Степанов (1957—1987)
- П. А. Апанасевич (1987—1998)
- Н. С. Казак (1998—2005, 2014—2019)
- В. В. Кабанов (2005—2014)
- М. В. Богданович (2019—2023)
- С. В. Гапоненко (2023 — настоящее время)